# Pont de Rabastens
Le pont de Rabastens est un pont routier en maçonnerie situé sur le Tarn entre Rabastens et Coufouleux dans le Tarn en région Occitanie France.

## Description
Le premier pont de Rabastens était un pont suspendu réalisé en 1836 et qui fut remplacé par un nouveau pont en maçonnerie en 1924. 
Il a été reconstruit en dessous du pont existant par l'entreprise Campenon Bernard et l'ingénieur F. Barthès et inauguré en 1924 après deux ans de travaux.

## Caractéristiques
Pont en maçonnerie fait de pierres et de brique toulousaine composé de deux arches de 55 mètres pour une hauteur de 26 mètres pour une largeur de 7,20 mètres, c'est le dernier grand pont construit en maçonnerie.

## Historique
L’ancien pont suspendu avait été construit en 1836 et disposait d'un tablier en bois de chêne.

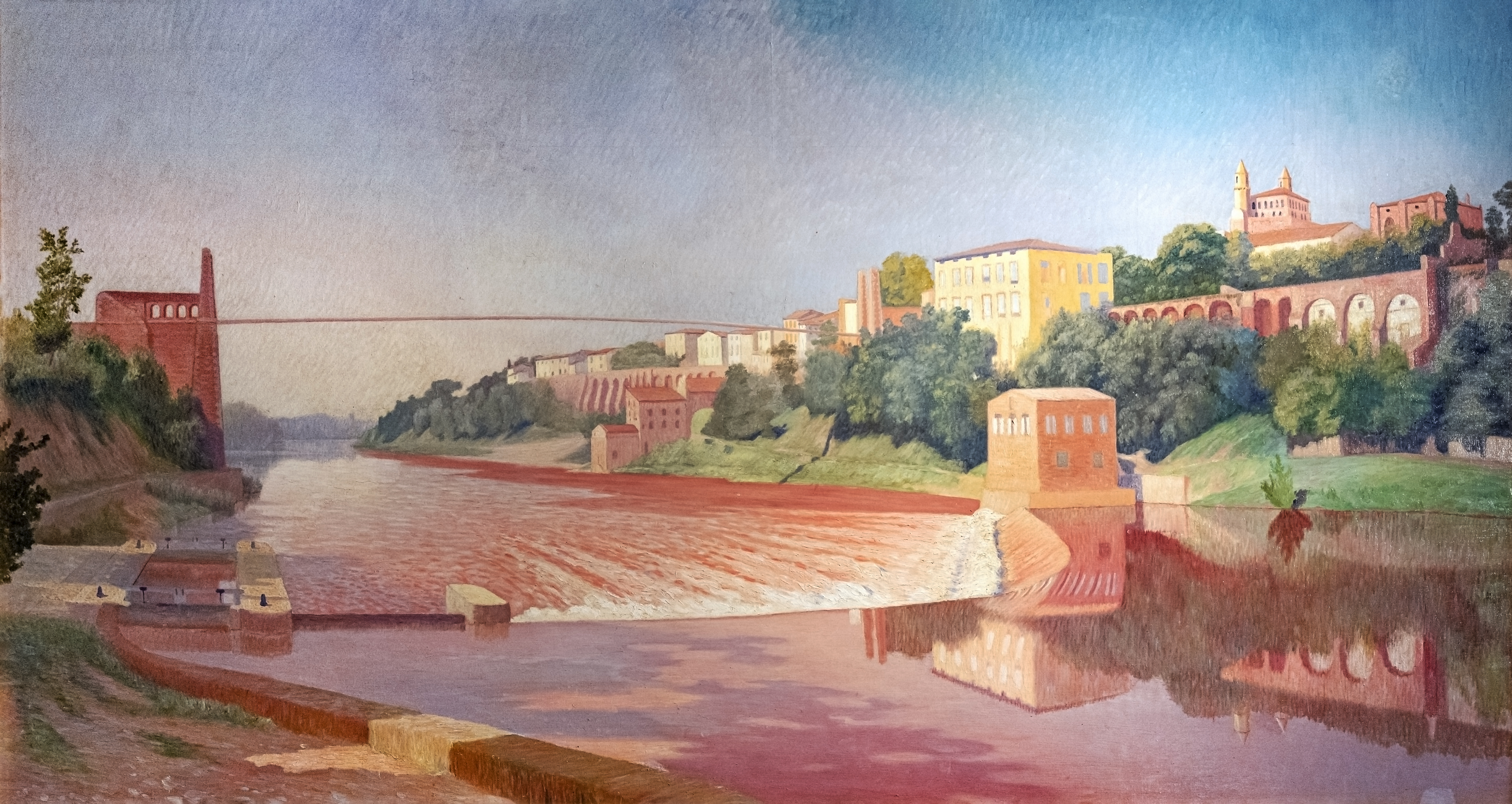
Paul Prouho, Panorama de Rabastens, Rabastens, musée du Pays rabastinois. L'ancien pont suspendu (détruit).